# Prochoerodes combinata
Prochoerodes combinata là một loài bướm đêm trong họ Geometridae.